# Municipio de Techaluta de Montenegro
El municipio de Techaluta de Montenegro es uno de los 125 municipios del estado de Jalisco, con cabecera municipal en el poblado del mismo nombre. Su nombre se debe al vocablo náhuatl techaloatl,que significa lugar donde abundan las ardillas, para algunos expertos en traducción, el nombre del pueblo debería ser Techalotlán, pero con el tiempo el nombre de Techaluta se ha hecho común entre sus habitantes, la palabra de montenegro viene en honor a un coronel de nombre Lauro Montenegro.

## Historia
Su historia comienza con la población de los cocas en la región a orillas de la Laguna de Sayula, los cuales fundaron la población en una fecha desconocida, posteriormente los otomíes en la época precolombina ocuparon el lugar. Los salitres del lugar provocaron una pelea entre tribus, el cual lleva por nombre la guerra del salitre, ya que de esta salía sal, elemento importante en su cocina. Para la época colonial, Alonso de Ávalos conquista y funda el poblado colonial de Techaluta en 1522. Posteriormente llegan a este poblado Fray Miguel de Bolonia y Fray Martín de Jesús para evangelizar al pueblo, trabajo que logra hacer con éxito, ya que la población indígena no opone resistencia a la nueva religión, para 1576 llegan al poblado Fray Juan de Padilla y Fray Francisco de Pastrana que junto con Fray Miguel de Bolonia construyen el convento con patrocinio de San Sebastián Mártir, actual patrón del pueblo. Para 1824 el poblado colonial de Techaluta se situaba a dos kilómetros arriba de su ubicación actual, pero se hizo el cambio a raíz de un terremoto que destruyó al pueblo y parte de su iglesia, actualmente a este lugar se le conoce como la iglesia vieja, y aun quedan vestigios de lo que fue su templo. El día 25 de septiembre de 1888 se decretó a Techaluta como municipio, segregándolo de Amacueca, se le da el nombre de Techaluta de Montenegro, en honor al coronel Lauro Montenegro que valientemente peleó contra la intervención francesa en esa región.
Cronología de hechos Históricos

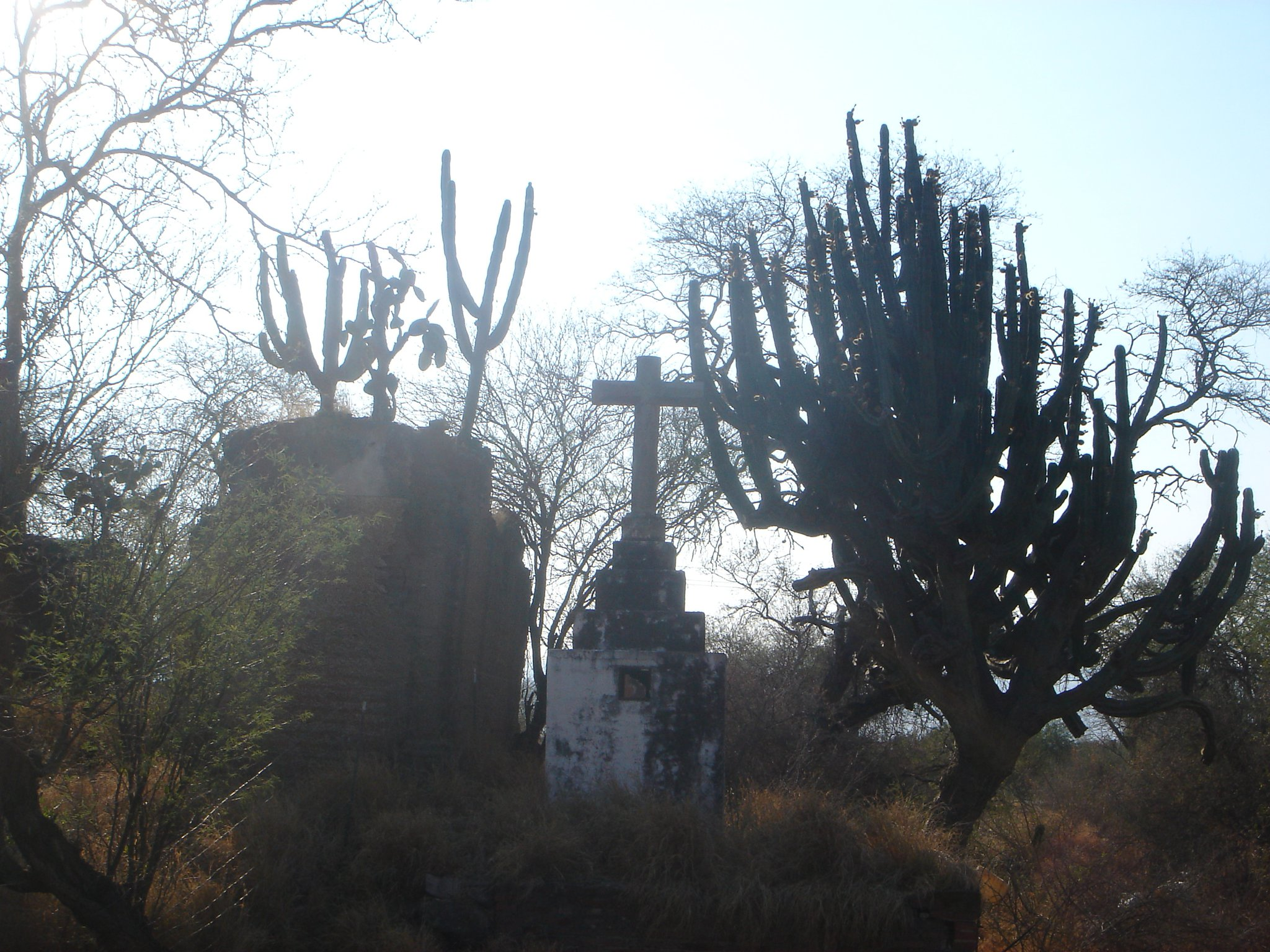
La Cruz Gorda, tiene en su robusta estructura de cantera la historia del tercer convento franciscano que se ubicó en el estado de Jalisco…La Cruz Gorda. Esta simple cruz que, como su nombre lo indica, es de grandes proporciones, tiene una mayor importancia de lo que pudiera parecer, ya que aunque no se han encontrado los documentos que así lo acreditan, en Techaluta se fundó el tercer convento franciscano, luego del de Guadalajara y Amacueca; esta cruz, de factura totalmente franciscana es el vestigio que lo comprueba, ya que en los atrios conventuales era un símbolo plantar este tipo de cruces, que distinguían a tal orden religiosa.

42 A. C. Llegada de los cocas a la cuenca de la Laguna de Sayula
1522 Conquista de la región por el español Alonso de Ávalos.
1810 octubre. Un considerable número de naturales, mestizos y criollos, engrosaron las filas del insurgente José Antonio Torres y estuvieron en la toma de Sayula.
4 de noviembre de 1810. Un importante número de insurgentes originarios de Techaluta participaron en la batalla de Zacoalco, en la que fue derrotado el mayorazgo de Huejotitlán, don Ignacio Villaseñor.
21 de julio de 1858. En el punto llamado Cuevitas tuvo lugar un combate entre la Primera División del Ejército Constitucionalista contra el ejército conservador a cargo de los generales Casanova y Ponce de León, dando como resultado el completo triunfo de los constitucionalistas.
15 de enero de 1865. Durante la Intervención Francesa hubo un combate en el punto de Las Cuevitas, en cuyo hecho de armas sucumbió el patriota Lauro Montenegro. Este lugar se encuentra ubicado en el comienzo de la cuesta de El Zapote, lado poniente de la carretera entronque Guadalajara-Teocuitatlán, distante de aquí 3 kilómetros, precisamente en ese lugar hace algunos años se descubrieron restos de huesos humanos, así como esqueletos de caballos y muchos rifles que posiblemente se utilizaron en este hecho de armas.

## Demografía

### Localidades
En el censo de 2020 el municipio de Techaluta de Montenegro contaba con 13 localidades.
| Código INEGI    | Localidad                      | Población (2020) |
| --------------- | ------------------------------ | ---------------- |
| 140890001       | Techaluta de Montenegro        | 2 856            |
| 140890017       | San Miguel del Zapote          | 684              |
| 140890003       | Anoca                          | 272              |
| 140890008       | La Hermosura                   | 171              |
| 140890018       | El Agua del Sauco              | 33               |
| 140890023       | Kilómetro Cuarenta y Cuatro    | 18               |
| 140890027       | Rancho el Tepeyac              | 12               |
| 140890004       | La Barranca del Espíritu Santo | 9                |
| 140890030       | Magali                         | 4                |
| 140890035       | El Campanario                  | 4                |
| 140890038       | El Fresno                      | 4                |
| 140890041       | Rancho la Curva                | 4                |
| 140890013       | Los Ruices                     | 1                |
| Total municipal | Total municipal                | 4 072            |

## Comercio

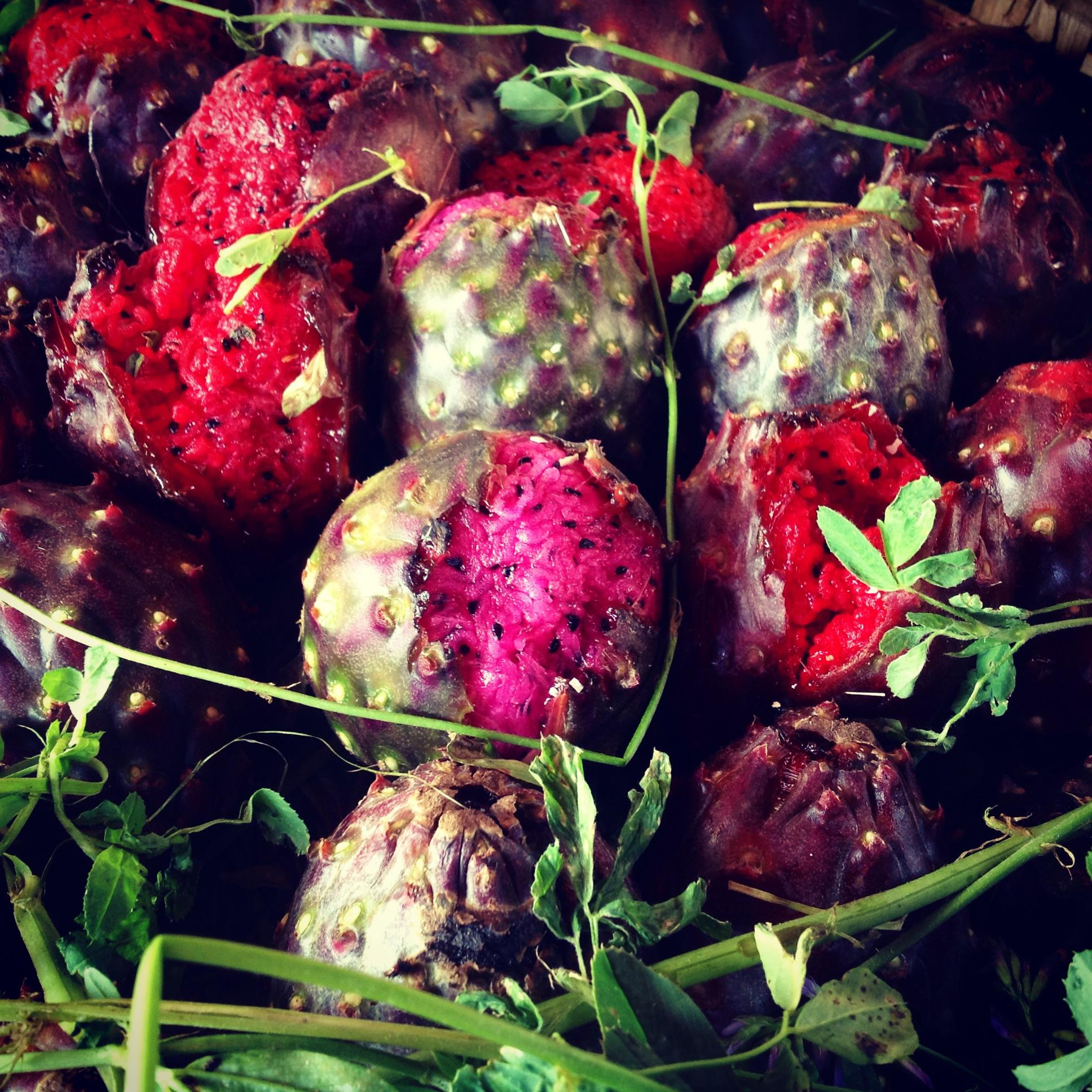
frutas típicas de Techaluta se dan en el mes de mayo y junio

Uno de lo mayores ingresos monetarios que el pueblo de Techaluta genera durante la época de abril y mayo viene de una fruta llamada Pitaya. Esta Fruta viene del cactus donde es considerada en la región la mejor de las pitayas, la razón por la cual se considera como la mejor es por su terreno seco y arenoso, debido a la alcalinidad de la tierra. Las pitayas también tienen su historia. Representaban el símbolo del manjar de los antiguos dioses: los corazones representados en el cuauhxicalli. El historiador José Ramírez Flores oriundo de Techaluta, señala que como parte de esta tradición queda el nombre de la localidad de Anoca, que significa "lugar de las tunas de agua, atl-nochtli".
Así mismo, la población tiene actividades comerciales como la compra y venta de ganado así como el cultivo de semillas principalmente maíz, frijol, sorgo entre varios.
Durante la época colonial, Techaluta formó parte del territorio conocido como Provincia de Ávalos, por la encomienda otorgada a Alonso de Ávalos en el siglo XVI. En el documento denominado Suma de visitas de pueblos de 1548, aparece el nombre de Taxelutla, y en otros documentos coloniales se nombra Tlachelutla, Techalotlan, Techalutla y, finalmente, Techaluta.
Se trata de realizar una publicación y una exposición "que recuperara la memoria histórica de los antiguos y actuales pobladores de Techaluta alrededor de las pitayas, además que se recopilara el conocimiento popular y los saberes tradicionales acerca de ellas y de la cactácea que las produce".

## Clima
El clima es semiseco, con otoño e invierno secos, y semicálido, sin cambio térmico invernal bien definido. La temperatura media anual es de 22.8 °C, con máxima de 29.8 °C y mínima de 12.8 °C. Cuenta con una precipitación media de 617.6 milímetros. El promedio anual de días con heladas es de 9.4. La dirección de los vientos generalmente es variable.

## Suelo
La composición de los suelos es de tipos predominantes Feozem Háplico.
El municipio tiene una superficie territorial de 8,766 hectáreas, de las cuales 3,006 son utilizadas con fines agrícolas, 1,300 en la actividad pecuaria, 4,323 son de uso forestal, 110 son suelo urbano y 27 hectáreas tienen otro uso. En lo que a la propiedad se refiere, una extensión de 5,481 hectáreas es privada y otra de 3,285 es ejidal; no existiendo propiedad comunal.
El poblado se localiza en un sistema de fosas, su tierra es muy rocosa, de origen volcánico y al pie de una montaña. El suelo es muy salino porque la Laguna de Sayula es salada. Su clima es semidesértico con lluvias en verano, sus temperaturas más altas se dan en abril y mayo y las más frías en enero, las lluvias suelen ser más o menos copiosas e intensas. 
Por su clima semiárido y su tierra volcánica, Techaluta es reconocido por sus deliciosas pitayas, una fruta exótica que los antiguos llamaban “tunas de agua.” La fruta es parecida en consistencia a la tuna de nopal pero con mayor dulzura que crece en espectaculares colores que varían desde moradas, amarillas, y rojas, hasta blancas. 
Cada año dependiendo de la temporada, Techaluta se convierte en el punto de convergencia de cientos de turistas que visitan al pueblo de diversas partes de México simplemente para gozar de las deliciosas pitayas.
Para festejar el inicio de la temporada se ha establecido el Festival de la pitaya, un evento que no solamente celebra el beneficio económico que las pitayas traen al pueblo, sino también es una fiesta que reúne a gran número de personas que deleitan de la música y un alegre certamen de talento y belleza. 
Los brazos del órgano pueden medir de metro y medio hasta dos metros cada uno, y en época de calor se llenan de pequeñas frutas semi redondas, de cáscara verde, y con ahuates similares a las del nopal y la tuna. La máscara es blanda, semejante a la de la guanábana y puede pelarse fácilmente con la mano. Incluso, las pitayas silvestres suelen abrirse ligeramente por sí solas, aunque para los recolectores sólo hay dos clases de pitayas, la silvestre y la criolla, la gente suele identificar a la fruta por su color y así la denominan como "pitaya roja", "bugambilia", "amarilla" o "blanca". Ninguna desmerece en frescura, pero en tamaño, sabor y calidad de azúcares, la mejor es la variedad conocida como "pitaya mamey", que por cierto hace referencia a su tamaño (similar a una manzana mediana), y no al color. La diferencia de colores sólo se debe a la especie a la que pertenece el fruto.
Para obtener las pitayas es necesario separar el brazo del órgano del tronco principal y luego cortarlo en dos. Ambos extremos se sembrarán para obtener nuevas plantas. La raíz tardará tres años en dar frutos y aunque en el extremo del brazo, donde estaban las pitayas podrán renacer al siguiente ciclo.
La pitaya sólo se da entre los meses de abril y junio y es cuando tras unas tres o cuatro horas de trabajo, durante esos meses, los recolectores terminan de llenar sus canastos con 200 o 300 pitayas que después se repartirán entre familiares y vecinos, o bien, se venderán en el pueblo, comunidades vecinas o a la orilla de las carreteras.
Techaluta, Amacuenca, Zacoalco de Torres, Teocuitatlán, Sayula, Tolimán, Autlán de Navarro, San Martín de Bolaños, Colotlán, Totatiche, Villa Guerrero, San Cristóbal de la Barranca y Juchitlán, son la casa de este fruto exótico, que sólo nace en regiones, como el sur y extremo norte de Jalisco, donde las condiciones agroclimáticas lo favorecen, aun cuando se trate de suelos pobres y sitios con poca agua.
Por algo se ha llamado a la pitaya "fruto de piedra", pues brota en suelos donde la roca madre está casi a flor de piso. El órgano (Stenocereus queretaroensis) es una planta que pertenece a la familia de las cactáceas y de la cual se conocen 20 especies en el mundo.
En México se dan 19 de ellas, que crecen en forma silvestre (80 por ciento) o cultivada. Jalisco, después de Oaxaca y Puebla, es el tercer productor de pitaya del país.

La Secretaría de Desarrollo Rural estima que existen 400 hectáreas de plantíos de pitaya, pero la producción es muy variable: en algunos municipios, como Techaluta o Amacueca, puede haber densidades que van desde 625 a 825 plantas por hectárea, mientras que en otros, apenas se encontrarán 50 plantas por hectárea.

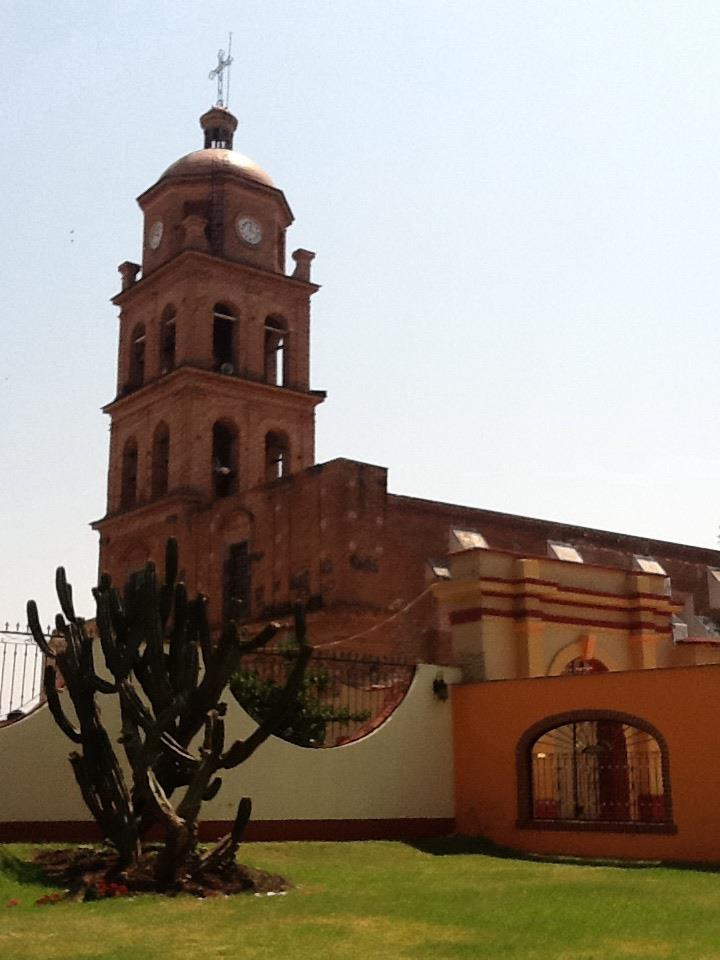
Vista del templo desde la casa de la cultura

Así pues, con la monografía y la investigación que a través del programa de Apoyo para las Culturas Municipales y Comunitarias (PACMyC) que otorga el Consejo Nacional para la Cultura y las Artes, la fotógrafa, Natalia Fregoso y los investigadores Raquel Ibáñez y Rubén Páez Kano, se dieron a la tarea de realizar por medio de trabajos colectivos e individuales y de tradiciones orales de los habitantes de Techaluta; todo lo relativo a este mexicano fruto que es la pitaya se desprende también a partir de la difusión que se le ha dado a este cultivo en Jalisco desde 1996: se le ha brindado la importancia que amerita, "ya que anteriormente el productor sabía lo rentable de la actividad, pero para llegar al mercado estaba sujeto al coyotaje", señalaron los investigadores.

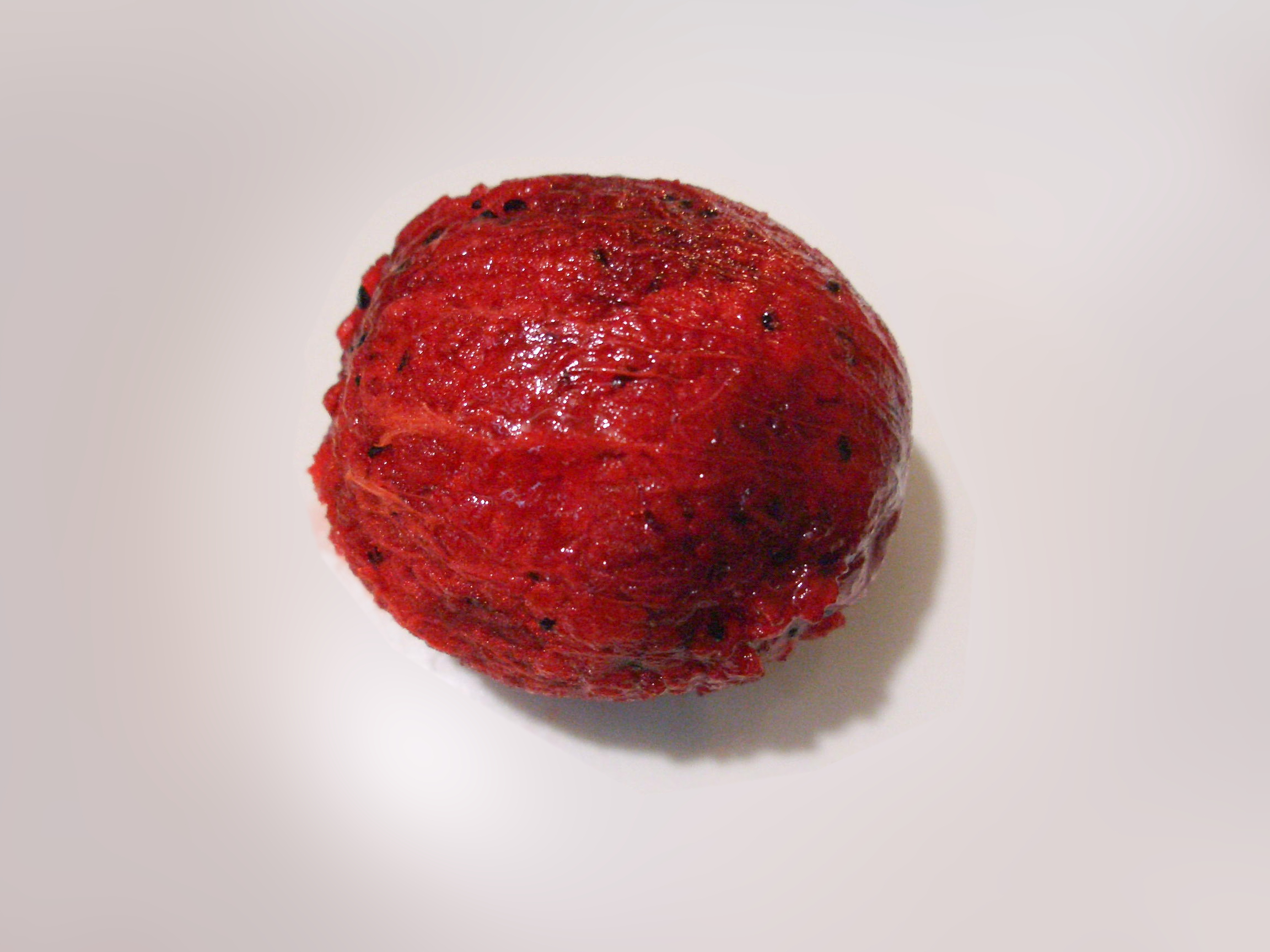
Pitaya.

Ahora, se saben muchas cosas del pitayo, por ejemplo que se adapta a condiciones adversas al suelo y clima en las que no sobreviven otros cultivos, y además es muy rentable por los bajos costos de producción y riesgos. También es regenerador de suelos y puede combinarse hasta con dos cultivos en su etapa de crecimiento, observándose en algunas parcelas que está en combinación con el maguey pulquero y el pasto.
Ahora se sabe más de este fruto que bien podría ser también un verdadero símbolo nacional.

## Fiestas y tradiciones

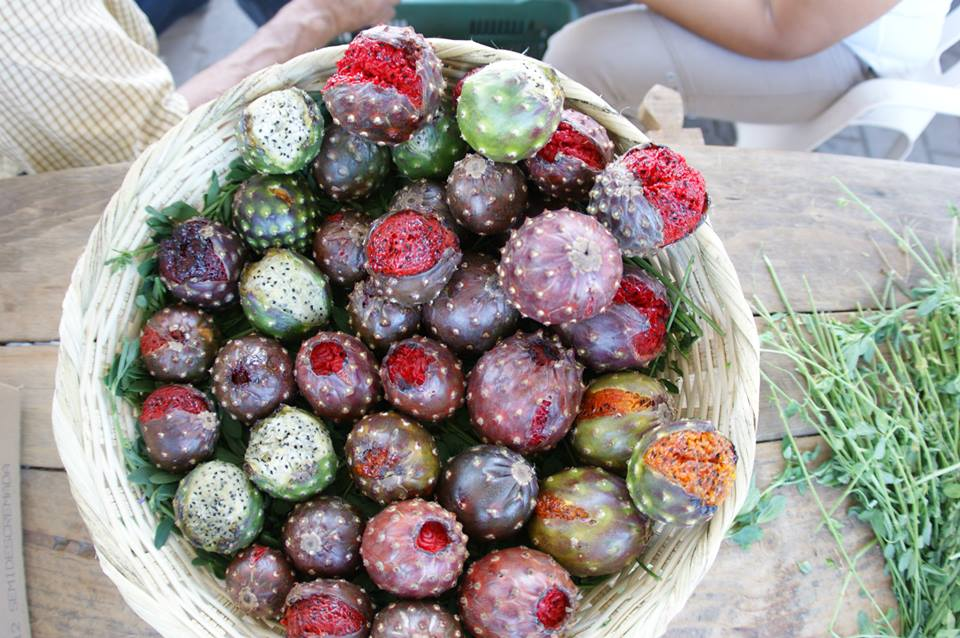
pitayas

Sus fiestas se inician en enero cuando se celebra el día de San Sebastián que se celebran entre el 11 y 20, la feria de la pitaya que se celebra a finales de abril y termina a finales de mayo, y las fiestas taurinas que son del 9 al 16 de septiembre.
En la feria de la pitaya se celebren diferentes actividades que fomentan el turismo en el municipio y genera una gran derrama económica entre estas festividades están la pelea de gallos, fiestas taurinas, bailes, concursos, etc. También se venden derivados de la pitaya.